# Elmar Bund
Elmar Bund (* 13. März 1930 in Konstanz; † 19. April 2008 in Freiburg im Breisgau) war ein deutscher Rechtshistoriker.

## Leben
Elmar Bund, der älteste Sohn des Oberstudienrates Alfred Bund, wurde in Konstanz geboren und wuchs in Villingen auf, wo sein Vater als Studienrat arbeitete. Elmar Bund besuchte in Villingen die Volksschule und ab 1940 den humanistischen Zweig der Oberschule für Jungen. Am 1. September 1944 wurde der Schulbetrieb eingestellt und Bund musste mit seinen gleichaltrigen Mitschülern Schanzarbeiten im Elsass verrichten. Im Oktober wurde Bund zum Dienst in den SABA-Werken verpflichtet, die wenige Wochen später völlig zerstört wurden. Nach Kriegsende wirkte Bund von Juni bis Oktober 1945 als Hilfsarbeiter beim Wiederaufbau des Bahnbetriebswerks Villingen mit. Erst 1946 nahm er die Oberschule wieder auf und legte im Mai 1949 sein Abitur mit Auszeichnung ab.
Sein Studium nahm Bund im Wintersemester 1946/1947 an der Universität Freiburg auf. Er studierte Rechtswissenschaft mit den Schwerpunkten Rechtsphilosophie und antike Rechtsgeschichte. Sein hauptsächlicher akademischer Lehrer war Fritz Pringsheim. Nach dem ersten juristischen Staatsexamen im Sommer 1953 arbeitete Bund an seiner Dissertation über die römischen Dienstbarkeiten, mit der er 1955 promoviert wurde. Neben der Promotion hatte Bund den Vorbereitungsdienst auf das zweite Staatsexamen begonnen, unterbrach ihn jedoch für Studienaufenthalte in Florenz bei Gian Gualberto Archi und in Rom bei Edoardo Volterra. 1957 absolvierte er das zweite Staatsexamen und nahm 1958 eine Assistentenstelle am Institut für Rechtsgeschichte der Universität Freiburg an. 1959 heiratete er Ilse Weiss, mit der er zwei Töchter bekam.
Bund blieb der Universität Freiburg bis an sein Lebensende verbunden. Nach der Habilitation lehrte er als Privatdozent, ab 1969 als außerplanmäßiger und ab 1978 als ordentlicher Professor. In Freiburg war er der erste und lange Zeit der einzige Jurist, der Rechtsinformatik behandelte. Nach dem Tode seines Freundes und Verwandten, des Rechtsphilosophen Gerhart Husserl, nahm er die Vertretung der Urheberrechte von dessen Vater Edmund Husserl wahr. Am 19. April 2008 starb Elmar Bund im Alter von 78 Jahren in seinem Alterswohnsitz in Freiburg-Landwasser.
Einem größeren Publikum ist Bund besonders als Autor juristischer Handbücher bekannt, darunter Bürgerliches Recht für Volkswirte (1979. ³1993) und Einführung in die Rechtsinformatik (1991). Außerdem verfasste er zahlreiche Gesetzeskommentare und Untersuchungen zur Methode der römischen Juristen.

## Schriften (Auswahl)
- Bürgerliches Recht für Volkswirte. Eine Einführung in die wirtschaftlich wesentlichen Teile des Bürgerlichen Rechts für Studierende der Wirtschaftswissenschaften und andere Nichtjuristen. Rombach, Freiburg i. Br. 1979, ³1993.
- Einführung in die Rechtsinformatik. Springer, Heidelberg 1991.
- Untersuchungen zur Methode Julians. Böhlau, Köln/Graz 1965.
- Begriff und Einteilung der Servituten im römischen Recht. Jur. Diss. 1956.